# Barão de São Luís
Barão de São Luís é um título nobiliárquico criado por D. Pedro II do Brasil, por carta de 23 de outubro de 1861, a favor de Paulo Gomes Ribeiro de Avelar.
Titulares
1. Paulo Gomes Ribeiro de Avelar (1809—1870);
2. Leopoldo Antunes Maciel (1849—1904).